# Mieczysław Potocki
Mieczysław Franciszek Józef Potocki, né le 12 novembre 1799 à Tulczyn et mort le 26 novembre 1878 à Paris 8e, est un aristocrate polonais .

## Biographie
Mieczysław Potocki est le fils de Stanisław Szczęsny Potocki et de sa seconde épouse, Zofia de Celice-Clavone de Grèce. Il est issu de la famille Potocki.
Héritier du Palais Potocki de Toultchyn, dans l'actuelle Ukraine, il le vend en 1869 à sa nièce.
Il vient ensuite habiter à Paris, où il fait construire l'hôtel Potocki, qui sera le lieu de son décès.

### Mariage et descendance
Il se marie deux fois : en 1825 avec Delfina née Komar, puis en secondes noces avec Emilia née Świeykowska.
Du premier mariage, est issu un fils, Grzegorz Potocki, marié avec Rosa Alberta Potocka, mort sans postérité (château de Toultchyn, 18 avril 1843 - Saint-Cloud, 16 avril 1871) ;
Du second mariage est issu un autre fils, Mikolaj Potocki (château de Toultchyn, 16 février 1845 - Paris 16e, 3 juin 1921), marié en 1870 avec la princesse Emmanuella Pignatelli, et mort également sans postérité.